# Mihaela Bulică
Mihaela Bulică (n. 20 februarie 1990, Slobozia, județul Ialomița) este o fostă scrimeră română specializată pe sabie.

## Carieră
S-a apucat de scrimă la vârsta de opt ani sub îndrumarea lui Marin Mihăiță la CSS Slobozia. A cucerit o medalie de bronz la Campionatul European pentru tineret de la Monza, medalia de argint la Campionatul European pentru juniori din 2009 de la Odense, și o altă medalie de argint la Campionatul European pentru tineret din 2012 de la Bratislava.
S-a alăturat lotului național de seniori începând cu 2007, cel mai bun rezultat fiind locul 10 la Campionatul Mondial din 2009 de la Antalya. Ea a participat la Universiada din 2011 și la cea din 2013, unde s-a clasat pe locul 7 și respectiv 30. A câștigat Campionatul de Scrimă din România din 2012 and 2013.
A absolvit UNEFS. După ce s-a retras din activitatea competițională în 2013 a devenit instructoare de fitness.

## Legături externe
- en  Prezentare Arhivat în 6 septembrie 2014, la Archive.is la Confederația Europeană de Scrimă